# 一時無兩演唱會
《一時無兩演唱會》，是香港女子演唱團體Twins第三次踏上红磡舉辦的演唱會。
從2006年1月4日一連四場開始在红磡，至2006年1月7日於作為最終場结束本次表演，而此次巡演場次總共有4場演出。

## 巡演地点
| 日期         | 城市 | 國家 | 地點       | 表演嘉賓              |
| ------------ | ---- | ---- | ---------- | --------------------- |
| 2006年1月4日 | 香港 | 香港 | 红磡體育館 | 謝霆鋒、梁洛施        |
| 2006年1月5日 | 香港 | 香港 | 红磡體育館 | 關智斌、容祖兒 蔡一傑 |
| 2006年1月6日 | 香港 | 香港 | 红磡體育館 | 梁詠琪、林子祥 莫凱謙 |
| 2006年1月7日 | 香港 | 香港 | 红磡體育館 | 古巨基                |

## CD版曲目

### Disc 1
01. Opening
02. 大浪漫主義
03. 一時無兩
04. Ichiban 興奮
05. 愛情當入樽
06. 士多啤梨蘋果橙
07. 作詞人的錯
08. 千金
09. 女人味
10. 森巴皇后
11. 多謝失戀
12. 下一站天后 w/Isabella
13. 啼笑姻緣
14. 夏日狂嘩
15. 好事多為
16. 假如讓我說下去
17. 愛是最大權利
18. 傾心

### Disc 2
01. 三人行 w/林子祥
02. 救生圈
03. Medley: 震撼 / 煞科 / 失憶諒解備忘錄
04. 丟架
05. 我們的紀念冊
06. 幼稚園
07. Medley: 明愛暗戀補習社 / 飛線 / 神奇兩女俠 / 二人世界杯 / 活動教學 / 跅跅步哈姆太 郎 /魔法王國 / 星星月亮太陽 / 咩世界 / 你講你愛我 / 零4好玩 / 07奧運 / 冬令時間 / 星光遊樂園（國語） / 森巴皇后
08. 戀愛大過天
09. 風箏與風